# إدوين فلوريمان تايلور
إدوين فلوريمان تايلور (بالإنجليزية: Edwin F. Taylor) (و. 1931 – م) هو فيزيائي من الولايات المتحدة الأمريكية. تعلم في جامعة هارفارد وأدار معهد ماساتشوستس للتكنولوجيا.